# ليندا بنغتسون
ليندا بنغتسون هي لاعبة كرة قدم سويدية، ولدت في 12 فبراير 1988. لعبت مع Hammarby Fotboll (women) ‏.

## وصلات خارجية
- ليندا بنغتسون على موقع Soccerway.com (الإنجليزية)